# Collectif féministe contre le viol
 (juin 2025).
Le Collectif féministe contre le viol (CFCV) est une association féministe française créée en 1985, en réaction à des viols commis dans des lieux publics en région parisienne.

## Contexte
En mai 1985, une femme est violée à midi dans le RER Juvisy-Paris devant des passagers qui n'interviennent pas. En août, une femme est violée sur le quai du RER, à Châtelet. En septembre, une femme est violée boulevard Magenta, dans le 10e arrondissement de Paris. 
Nathalie Bourdon  qui a subi un viol, Suzy Rojtman et Maya Surduts de la Maison des Femmes de Paris fondent le CFCV en 1985. Elles contactent le Mouvement français pour le planning familial, Jeunes Femmes et Halte Aide aux Femmes battues. Simone Iff, du Planning, est à ce moment au cabinet d'Yvette Roudy, ministre déléguée des droits de la femme qui soutient la création d'une ligne d'écoute.
Le 8 mars 1986, le CFCV ouvre une ligne d'écoute téléphonique pour les victimes de violences sexuelles : Viols-Femmes-Informations. Contrairement aux attentes, très peu de viols rapportés au CFCV ont été commis dans des espaces publics. La plupart des témoignages sont ceux de femmes violées dans leur enfance. Les victimes ne peuvent pas porter plainte car la prescription pour les crimes sexuels est de dix ans après les faits. Dès 1986, le CFCV va défendre l'imprescriptibilité des crimes sexuels. 
En 1987, une jeune femme décide, à la suite de l'intervention télévisée d'Éva Thomas, de témoigner à visage couvert, des viols commis par son père. Celui-ci attaque la chaîne de télévision et sa fille qui sont condamnées à lui verser 1 franc symbolique. Le CFCV convoque Frédérique Bredin et Ségolène Royal, toutes deux jeunes députées socialistes. Les deux élues présentent deux amendements à la loi du 10 juillet 1989 sur la protection de l'enfant, qui modifie la prescription des viols sur mineurs. Celle-ci passe à dix ans après la majorité de la victime.

## Missions de l'association
Elle a pour mission d'accompagner les victimes de violence sexuelles tels que viols, agressions sexuelles mais également la prostitution qu'elle dénoncé comme étant une violence sexiste et sexuelle . Cela va de l'écoute téléphonique à l'accompagnement au procès.
Le CFCV gère une plateforme d'écoute téléphonique nationale. Il s'agit du numéro vert national anonyme et gratuit Viol Femmes Information (0 800 05 95 95).  En 2017, la plateforme a traité au moins 7000 appels. À la suite de l'affaire DSK en mai 2011, l’affaire Weinstein en octobre 2017, le CFCV a enregistré une hausse des appels. En 2018, l'association comprend six écoutantes. Elle est financée par le secrétariat chargé de l’Égalité entre les femmes et les hommes, la Fondation des femmes, la région Île-de-France et la ville de Paris.
L'association peut se porter partie civile, pour les plaintes traitées en cour d'assises. L'association constate qu'au tribunal de Paris en 2013, neuf plaintes sur dix pour viols sont classées en correctionnelle et traité par le tribunal correctionnel.
Le CFCV anime également sur Paris des groupes de parole depuis 1987. 
Elle forme des bénévoles des associations, des personnes référentes en matière de violences sexuelles dans l’armée, dans la police, à l'hôpital et des travailleurs sociaux.
L'association mène des campagnes publicitaires afin de contrer les idées reçues. En 2009, dans 83% des cas, l’agresseur est un proche ou une personne que la victime connaît.

## Gouvernance
De 1986 à 1992, Simone Iff est présidente du collectif. En 1992, Emmanuelle Piet, gynécologue, devient présidente de l'association. Marie-France Casalis est responsable des formations.